# Слобідка (Новгород-Сіверський район)
Слобі́дка — село в Україні, у Новгород-Сіверській міській громаді Новгород-Сіверського району Чернігівської області. Населення становить 366 осіб. До 2020 орган місцевого самоврядування — Блистівська сільська рада.

## Історія
У 1650-х рр. вище по Лосці з’явилася слобідка Ушівци (нині село Слобідка), яка була заселена литвинами, вихідцями з села Ушівци, розташованого на річці Уша (нині село Лозовка, Сморгонського району Гродненьської області Білорусі). Нові білоруські переселенці дали слобідці назву рідного села Ушівці й відповідно річка Лоска в межах слобідських земель стала зватися Ушівцею, Ушівкою. Пізніше неподалік було засноване сучасне село Ушівка.
12 червня 2020 року, відповідно до розпорядження Кабінету Міністрів України № 730-р «Про визначення адміністративних центрів та затвердження територій територіальних громад Чернігівської області», увійшло до складу Новгород-Сіверської міської громади.
19 липня 2020 року, в результаті адміністративно - територіальної реформи та ліквідації колишнього Новгород-Сіверського району, село увійшло до новоствореного Новгород-Сіверського району Чернігівської області.

## Населення

### Мова
Розподіл населення за рідною мовою за даними перепису 2001 року:
| Мова       | Кількість | Відсоток |
| ---------- | --------- | -------- |
| українська | 365       | 99.73%   |
| російська  | 1         | 0.27%    |
| Усього     | 366       | 100%     |

## Постаті
- Медведь Ігор Миколайович (1974—2016) — солдат Збройних сил України, учасник російсько-української війни[6].